# Alngej
L'Algnej (in russo Алнгей?) è uno stratovulcano situato nella Kamčatka centrale.